# Rijnlands Lyceum Sassenheim
(Het) Rijnlands Lyceum Sassenheim is een algemeen bijzondere school voor voortgezet onderwijs in de Zuid-Hollandse plaats Sassenheim. De school telt 1306 leerlingen en 140 medewerkers (voorjaar 2013).
Het is een van de vier scholen die de Stichting Het Rijnlands Lyceum omvat. De andere staan in Oegstgeest, Wassenaar en Den Haag (Kijkduin).
Het RLS, zoals de school wordt genoemd, begon in 1972 met twee havo/vwo-brugklassen. Sinds 1985 behoort ook mavo (vmbo-tl) tot de mogelijkheden door een fusie met de Dr. De Vissermavo in Sassenheim. Ook biedt het Rijnlands Lyceum Sassenheim sinds 2002 tweetalig onderwijs (tto) aan in de talen Nederlands en Engels.
In 2007 is het gebouw wegens -toen nog- groeiende aantallen leerlingen iets aangepast, met uitbreiding van het aantal lokalen, een ruimer bordes en een nieuw "leerplein".

## Madurodam
In Madurodam stond een miniatuur-RLS: het driehoekige (de driehoekige vorm staat voor de samenwerking tussen de leerling- de ouders/verzorgers- en de school) gebouw is het enige met deze vorm in heel Nederland, reden waarom het - als enige school - in Madurodam stond.

## Bekende (oud-)docenten
- Graa Boomsma
- Loek Bos
- Erik Menkveld